# A Saucerful of Secrets (album)
Pour les articles homonymes, voir A Saucerful of Secrets.
Albums de Pink Floyd
The Piper at the Gates of Dawn
(1967) More
(1969)
Singles
1. Let There Be More Light (USA & Japon)
Sortie : 19 août 1968

A Saucerful of Secrets (appelé parfois Saucerful ou S.O.S. par les fans) est le deuxième album studio du groupe rock britannique Pink Floyd. Il est enregistré entre 1967 et 1968 dans les studios Abbey Road et sort le 29 juin 1968 sur le label Columbia, la production est assurée par Norman Smith.
En mai 2018 Nick Mason, le batteur du groupe, reprend le titre de cet album pour monter un groupe de concert appelé Nick Mason's Saucerful of Secrets qui reprend tout le répertoire de Pink Floyd avant l'album The Dark Side of The Moon.

## Historique
C’est la dernière participation, et de manière limitée, de Syd Barrett à Pink Floyd. Dès le milieu de 1967, il est sous l’emprise des nombreuses drogues qu’il absorbe quotidiennement, notamment le LSD, et son comportement fragilise le groupe. 
Les autres musiciens cherchent alors un autre guitariste pour, dans un premier temps, épauler Barrett, puis éventuellement le remplacer. Le premier nom à circuler est celui de Jeff Beck, on a aussi pensé à David O'List des Nice qui a déjà remplacé Barrett en concert, mais c'est finalement David Gilmour, originaire comme les quatre autres de Cambridge et ami d'enfance de Barrett, qui devient le nouveau membre de Pink Floyd.
Barrett joue sur les chansons Jugband Blues, Remember a Day et Set the Controls for the Heart of the Sun. Selon David Gilmour : « En fait, ce disque a été commencé sans moi et Jugband Blues avait déjà été enregistré dans un autre studio. C'est Syd qui joue sur Remember a day. Nous apparaissons effectivement tous les deux sur Set the controls for the heart of the sun. J'ai joué tout le reste. »[réf. nécessaire]

## Analyse musicale
C'est un album de transition dans l’œuvre de Pink Floyd car l’influence créative de Barrett s’atténue avant de disparaître définitivement au profit de celle de Richard Wright et de Roger Waters, qui écrivent à eux deux la plupart des titres de l’album. Le jeu de guitare de Gilmour est particulièrement propice aux atmosphères des compositions de Wright. Pink Floyd glisse du psychédélisme vers le space rock et devient l'un des groupes majeurs de la scène internationale.

### Let There Be More Light
C'est le titre qui ouvre l'album. Entièrement composé par Roger Waters, il débute avec un riff de basse. La voix des couplets est celle de Richard Wright, suivie du refrain par celle de David Gilmour. La chanson se termine par un solo de guitare de Gilmour. Le titre de la chanson semble être une parodie de la phrase biblique Let there be light (« Que la lumière soit »). Elle évoque également les derniers mots de Goethe : Mehr Licht! (Plus de lumière! ). La chanson raconte l'arrivée d'extra-terrestres sur terre ; à la fin elle fait référence à la chanson des Beatles, Lucy in the Sky with Diamonds, For there revealed in glowing robes was Lucy in the sky.

### Remember a Day
Composé et chanté par Richard Wright, le titre devait initialement paraître sur le premier album The Piper at the Gates of Dawn. La guitare est assurée par Syd Barrett. Le producteur Norman Smith assure la batterie et les chœurs.

### Set the Controls for the Heart of the Sun
Écrit et chanté par Roger Waters, à partir d'un recueil de poésies chinois de la dynastie Tang. Set the Controls for the Heart of the Sun (« Mets le cap sur le cœur du soleil ») autre traduction proposée : « Règle les commandes du coeur du soleil » se décompose de façon classique selon la formule « deux couplets, un instrumental, troisième et dernier couplet ». La mélodie, simple et linéaire, est orientalisante et hypnotique. L'instrumental central, quant à lui, se divise en deux parties : un crescendo où l'orgue Farfisa, pratiquement seul au départ, se laisse peu à peu submerger par la guitare, jusqu'à une explosion sonore qui débouche sur une simple ligne d'orgue qui marque le début de la deuxième partie. Ce sont alors des vibrati d'orgue et des glissendi de guitare qui créent une ambiance spatiale, rejoints par la basse et la batterie, avant de revenir au thème avec le dernier couplet qui s'évanouit dans d'ultimes glissades d'orgue. Le groupe l'interpréta en concert dès 1967, et jusqu'en 1973. La chanson figure dans le disque live Ummagumma, ainsi que dans Pink Floyd: Live at Pompeii et sur divers bootlegs. Waters la reprendra plus tard lors de ses tournées en solo, dans une version revue sur le plan des arrangements, guitare et saxophone notamment. Le 18 avril 2019 Roger Waters fait une apparition surprise durant un concert de Nick Mason's Saucerful of Secrets pour interprėter Set The Controls For The Heart of The Sun.

### Corporal Clegg
Chanson écrite par Roger Waters avec David Gilmour à la guitare, au chant et au kazoo. L'inventeur du kazoo s'appelait Thaddeus von Clegg, qui porte le même nom que le caporal de la chanson. Nick Mason chante les couplets : « He won it in the war (…) In orange red and blue (…) He's never been the same (…) From her majesty the queen ». C'est l'une des rares chansons sur laquelle la voix du batteur du groupe apparait, avec One of These Days, dans laquelle il récite la phrase One of these days, I will cut you into little pieces, et Scream Thy Last Scream, une composition inédite de Syd Barrett. Corporal Clegg est la première composition antimilitariste de Roger Waters. Il évoque la Seconde Guerre mondiale, durant laquelle meurt son père : elle évoque l'oubli dans lequel est tombé le caporal Clegg, qui perdit sa jambe au combat sans pour autant être honoré (sa seule médaille, il l'a « trouvée au zoo »), et l'alcoolisme apparent de son épouse (Missus Clegg, another drop of gin? ).

### A Saucerful of Secrets
Ce sont les parties deux et trois de Nick's Boogie, œuvre collective de 1966, qui ont servi de canevas à ce morceau. On y retrouve toute l'inventivité de Barrett qui semble bien être la source de création de ce genre d'improvisation hasardeuse. À l'époque Gilmour imitait le jeu de Barrett.
Il s'agit d'une suite en trois mouvements - le 3e étant divisé en deux parties - de 12 minutes, première œuvre conceptuelle de Pink Floyd. Elle décrirait la mise en musique d'une bataille : préparatifs dans une atmosphère oppressante, l'affrontement et une oraison funèbre finale.
1. Something Else (« Quelque chose d'autre ») : très calme au début, section d'orgue et crescendo dramatique ; l'ambiance angoissante ferait référence aux œuvres de H. P. Lovecraft chères à Waters[9] (0 min - 3 min 57 s);
2. Syncopated Pandemonium (« pandémonium syncopé ») : violentes boucles de batterie, déflagrations de guitare, gong puissant, piano free. (3 min 57 s – 7 min 7 s)
3. Storm Signal (« signal d'orage ») : clochettes et grondements d'orgue ; cette partie courte est une transition vers la suivante. (7 min 7 s - 8 min 30 s)
4. Celestial Voices (« voix célestes ») : partie passacaille, en contraste total avec les parties précédentes qui évoquent le chaos ; elle commence avec un thème de 15 accords sur 8 mesures à l'orgue, sur lequel se greffent ensuite la guitare (en glissendi de bottleneck), la basse, la batterie, la guitare (au médiator) et la voix de Gilmour. Elle donne un aspect euphorique à l'ensemble du morceau ; cette partie a été reprise seule lors de plusieurs concerts où elle clôturait une suite nommée The Journey ; une version d'une longueur exceptionnelle (9 reprises du thème) en a été exécutée au Royal Festival Hall en 1969 avec grand orgue, cuivres et chœurs ; une autre dans un concert au Concertgebouw d'Amsterdam, la même année. Celestial Voices reçoit alors le nom de The End of the Beginning. (8 min 30 s - fin).

### See-Saw
Chanson composée et chantée par Rick Wright avec l'utilisation du mellotron qui préfigure le rock progressif du futur Pink Floyd.
C'est cette chanson qui aura inspiré le nom du groupe de J-pop japonais éponyme.[réf. souhaitée]

### Jugband Blues
Avec cette composition, Syd Barrett signe une sorte de testament où il fait référence à son éviction du groupe (And I don't care if I'm nervous with you) et de sa folie (« je vous suis très reconnaissant de préciser que je ne suis pas ici »). Lors de l'enregistrement il fait venir à l'improviste plusieurs musiciens de l'Armée du salut qui se produisaient dans la rue et leur demande de jouer selon leur envie. Deux versions seront enregistrées, l'une improvisée selon la volonté de Syd (la version de l'album) et une autre à la demande de Norman Smith.
Jugband Blues figure à la fin de l'album en forme d'hommage du groupe envers Syd. Elle faisait initialement partie (avec les inédits Scream Thy Last Scream et Vegetable Man) d'une série de chansons envisagées comme nouveau single du groupe, après See Emily Play ; c'est finalement Apples And Oranges qui avait été choisi.

## Pochette
La pochette de l’album est la première collaboration entre le groupe et Storm Thorgerson avec son agence de graphisme Hipgnosis. Celui-ci s'est inspiré d'un dessin de Marie Severin issu de Strange Tales #158 (1967) mettant en scène le Dr Strange, héros psychédélique de Marvel. On y distingue la silhouette du personnage sur la droite de la pochette.

## Citations
« Je me rappelle que Nick et Roger ont dessiné A Saucerful of Secrets comme un diagramme architectural, avec une structure dynamique, comme n'importe quelle sorte de forme musicale, avec des crêtes et des creux. Voila de quoi il s'agissait. Ce n'était pas de la musique qui venait de la beauté ou de l'émotion. Il n'y a jamais eu de scénario. Cependant, les années qui suivirent, nous avons reçu des lettres de gens disant ce que cela signifiait pour eux. Des scripts de film aussi parfois. »

— David Gilmour, Mojo Magazine, mai 1994.

« J'ai écrit le morceau qui donne son nom à l'album et je me rappelle Norman [Smith] disant : « Vous ne pouvez pas faire ça, c'est trop long. Vous devez écrire des chansons de trois minutes ». On était assez insolent, en fait, et on lui a dit : « Si tu ne veux pas produire ce disque, va-t'en ». Une bonne attitude, je pense. »

— Richard Wright, Mojo Magazine, mai 1994.

« C'était vraiment très stressant d'attendre que Syd vienne avec les chansons pour le deuxième album. Tout le monde l'attendait, et il n'a pas pu le faire. Jugband Blues est une chanson très triste, le témoignage d'une dépression nerveuse. La dernière chanson que Syd écrivit pour le groupe, Vegetable Man, était faite pour ces sessions mais ça n'a jamais abouti. Il l'a écrite dans ma maison ; c'est juste une description de ce qu'il porte. C'est très troublant. Roger [Waters] l'a écartée de l'album car elle était trop sombre, et c'est vrai qu'elle l'est. Ça ressemble à des éclairs de conscience. »

— Peter Jenner, Mojo Magazine, mai 1994.

## Liste des titres
Le titre crédité à Pink Floyd est composé par David Gilmour, Nick Mason, Roger Waters et Richard Wright.
| 1. | Let There Be More Light                   | Roger Waters | David Gilmour, Richard Wright             | 5:38 |
| 2. | Remember a Day                            | Wright       | Wright                                    | 4:33 |
| 3. | Set the Controls for the Heart of the Sun | Waters       | Waters                                    | 5:28 |
| 4. | Corporal Clegg                            | Waters       | David Gilmour, Nick Mason, Richard Wright | 4:13 |

| 5. | A Saucerful of Secrets | Pink Floyd  | Instrumental | 11:58 |
| 6. | See-Saw                | Wright      | Wright       | 4:36  |
| 7. | Jugband Blues          | Syd Barrett | Syd Barrett  | 3:00  |

## Musiciens
- Richard Wright : piano, orgue Farfisa Combo-Compact duo, orgue Hammond M-102 Spinet, Mellotron M400 Mark II, vibraphone, pipeau sur Jugband Blues, chant sur Let There Be More Light, Corporal Clegg, A Saucerful of Secrets, Remember a Day et See-Saw
- Syd Barrett : guitare électrique sur Set the Controls for the Heart of the Sun, guitare acoustique et slide sur Remember a Day, guitares acoustique, électrique et chant sur Jugband Blues
- David Gilmour : guitares sauf sur Remember a Day et Jugband Blues, kazoo sur Corporal Clegg, chant sur Let There Be More Light et Corporal Clegg
- Roger Waters : basse, chant sur Set the Controls for the Heart of the Sun
- Nick Mason : batterie sauf sur Remember a Day, percussions (1, 5-7), chant sur Corporal Clegg

### Musiciens additionnels
- Norman Smith : batterie et chœurs sur Remember a Day, chœurs sur A Saucerful of Secrets
- The Stanley Myers Orchestra : (4)
- 7 membres de l'Armée du salut (Salvation Army Band of North London) sur Jugband Blues :
  - Ray Bowes et Terry Camsey : cornet à pistons
  - Mac Carter et Ian Hankey : trombone
  - Les Condon et George Whittingham : tuba
  - Maurice Cooper : euphonium (tuba ténor)

## Charts et certifications

### Charts
| Pays        | Durée du classement | Meilleure position | Date             |
| ----------- | ------------------- | ------------------ | ---------------- |
| France      | 8 semaines          | 10e                | 30 novembre 1968 |
| Royaume-Uni | 11 semaines         | 9e                 | 17 août 1968     |

| Pays   | Durée du classement | Meilleure position | Date              |
| ------ | ------------------- | ------------------ | ----------------- |
| France | 8 semaines          | 10e                | 16 septembre 2007 |

| Pays        | Durée du classement | Meilleure position | Date             |
| ----------- | ------------------- | ------------------ | ---------------- |
| Allemagne   | 1 semaine           | 57e                | 10 juin 2016     |
| États-Unis  | 1 semaine           | 158e               | 27 avril 2019    |
| France      | 2 semaines          | 166e               | 1er octobre 2011 |
| Grèce       | 3 semaines          | 9e                 | 9 novembre 2019  |
| Italie      | 7 semaines          | 24e                | ?                |
| Royaume-Uni | 1 semaine           | 46e                | 25 avril 2019    |

### Certifications
| Pays        | Certification | Ventes    | Date         |
| ----------- | ------------- | --------- | ------------ |
| Italie      | Or            | 25 000 +  | 2020         |
| Royaume-Uni | Or            | 100 000 + | 17 juin 2022 |